# Platiá Korifí
Platiá Korifí är en bergstopp i Grekland.   Den ligger i prefekturen Nomós Lasithíou och regionen Kreta, i den sydöstra delen av landet, 400 km sydost om huvudstaden Aten. Toppen på Platiá Korifí är 1 481 meter över havet, eller 254 meter över den omgivande terrängen. Bredden vid basen är 4,8 km. Platiá Korifí ingår i Dhíkti Óri.
Terrängen runt Platiá Korifí är kuperad åt nordost, men åt sydväst är den bergig. Runt Platiá Korifí är det ganska tätbefolkat, med 56 invånare per kvadratkilometer. Närmaste större samhälle är Agios Nikolaos, 12,9 km nordost om Platiá Korifí. 